# Jimmy Armfield
James Christopher „Jimmy“ Armfield (* 21. September 1935 in Denton, Greater Manchester; † 22. Januar 2018 in Blackpool) war ein englischer Fußballspieler. Der zur Weltklasse gerechnete Verteidiger spielte von 1954 bis 1971 für den FC Blackpool. Mit der Nationalmannschaft, für die er zwischen 1959 und 1966 insgesamt 43 Mal antrat, nahm er an den Weltmeisterschaften von 1962 und 1966 teil. In den 1970er-Jahren trainierte er Bolton Wanderers und Leeds United, mit dem er im Europapokalfinale 1975 gegen den FC Bayern unterlag.

## Sportliche Laufbahn
Kurz nach seiner Geburt in Denton, das im Umland von Manchester liegt, zog er nach Blackpool, das für lange Zeit seine Heimat bleiben sollte. Im Jahr 1952 wurde der heimische FC Blackpool auf Armfield aufmerksam und beschäftigte ihn zunächst als Amateur. Seine Leistungen auf der Position des rechten Außenverteidigers überzeugten den damaligen Trainer Joe Smith, so dass Armfield im September 1954 seinen ersten Profivertrag erhielt.
Am 27. Dezember desselben Jahres, als Armfield noch gleichzeitig als Gefreiter in der britischen Armee seinen Wehrdienst leistete, debütierte er bei der 0:3-Niederlage gegen den FC Portsmouth. Nach einer insgesamt durchwachsenen ersten Spielzeit, konnte er mit seinem Verein in der Saison 1955/56 die Vizemeisterschaft erringen. Im Jahr 1956 spielte Armfield dann erstmals für die englische U23-Auswahl.
Am 13. Mai 1959 folgte das erste Spiel für die englische Nationalmannschaft, als das Team vor 120.000 Zuschauern im brasilianischen Maracanã-Stadion gegen Brasilien mit 0:2 verlor. Im selben Jahr wurde er als bester junger Spieler ausgezeichnet.
Als Blackpool in den 1960er Jahren eine sportlich schwere Zeit durchlebte und teilweise nur mit Mühe den Abstieg verhindern konnte, blieb Armfield seinem Verein treu und war durch seine Stärken im Tackling, in seiner Kampfkraft und dem Talent, die Mitspieler zu motivieren, maßgeblich für den Klassenerhalt mitverantwortlich. Diese Eigenschaften sorgten dafür, dass man ihm sowohl in Blackpool als auch bei der Nationalmannschaft die Kapitänsverantwortung übertrug.
Bei der WM 1962 in Chile wurde er zum besten rechten Verteidiger des Turniers gewählt, schied aber mit England im Viertelfinale gegen Brasilien aus. International wurde er dann zwischen 1962 und 1964 weiterhin für seine Leistungen ausgezeichnet und erhielt in diesen drei aufeinanderfolgenden Jahren den Titel als Europas bester Rechtsverteidiger.
Während der WM 1966 im eigenen Land befand er sich zwar im Kader, kam jedoch aufgrund von Verletzungen nicht zum Einsatz und wurde von George Cohen vom FC Fulham erfolgreich vertreten. Seinen bis dato 43 Länderspielen, mit denen er bis zum heutigen Tag Blackpools Rekordnationalspieler ist, konnte er dann auch keine weiteren mehr hinzufügen. Bei der Wahl zu Englands Fußballer des Jahres 1966 belegte er im Anschluss knapp hinter Bobby Charlton den zweiten Platz.
Es folgte mit Blackpool ein weiterer Rückschlag, als der Verein zum Ende der Saison 1966/67 in die zweite Liga abstieg. Nach zwei Spielzeiten in dieser Klasse gelang ihm mit seinem Klub der Wiederaufstieg im Jahr 1970 und er beendete im darauffolgenden Jahr am 1. Mai 1971 beim 1:1 gegen Manchester United nach insgesamt 626 Pflichtspielen für Blackpool seine Laufbahn als Fußballspieler.

## Trainerkarriere und weitere Beschäftigungen
Noch 1971 übernahm Armfield bei dem Drittligisten Bolton Wanderers die sportliche Leitung als Trainer, führte den Verein nach zwei Jahren in die zweite Liga und konnte 1974 mit Bolton die Klasse dort erhalten.
Er löste ab dem siebten Spieltag der Saison 1974/75 beim auf dem 19. Platz liegenden englischen Meister Leeds United den in Ungnade gefallenen Brian Clough ab und führte den Verein nach einem Sieg gegen den FC Barcelona im Halbfinale in das Endspiel des Europapokals der Landesmeister gegen den FC Bayern München im Pariser Parc des Princes. Leeds United verlor dieses Spiel mit 0:2. Armfield erreichte mit Leeds United bis 1978 in der Liga die Plätze 9, 5, 10 und 9. Zu Saisonbeginn 1978/79 wurde zunächst der Schotte Jock Stein sein Nachfolger, der aber alsbald durch Jimmy Adamson abgelöst wurde.
Nach dieser Zeit nahm Armfield diverse kurzfristige Verpflichtungen für die Football Association wahr, arbeitete nun regelmäßig als Radiokommentator und war dabei für seine Spielzusammenfassungen bei der BBC bekannt.
Armfield lebte weiterhin in Blackpool und wurde im Jahr 2000 mit dem Order of the British Empire (OBE) und 2010 als Commander of the British Empire (CBE) ausgezeichnet.

## Erfolge
- Fußball-Weltmeister: 1966